# Долгоруков, Иван Михайлович
Князь Ива́н Миха́йлович Долгору́ков (Долгорукий; 7 (18) апреля 1764, Москва — 4 (16) декабря 1823) — русский поэт, драматург, мемуарист из рода Долгоруковых. Тайный советник (1802—1812), владимирский губернатор. Отец П. И. Долгорукова, А. И. Долгорукова и Д. И. Долгорукова.
Внук князя Ивана Алексеевича Долгорукова и Наталии Борисовны Шереметевой.

## Биография
Родился в Москве на Малой Дмитровке (в настоящее время дом № 1/7) в семье статского советника князя Михаила Ивановича Долгорукова и Анны Николаевны Строгановой, внучки Г. Д. Строганова и М. Я. Строгановой (Новосильцевой).
Получил хорошее домашнее образование, изучал иностранные языки, освоил латынь, благодаря чему поступил в гимназию Московского университета (1777). Произведён в студенты Московского университета (июнь 1778) и закончил обучение (1780). За сочинение на латинском языке награждён серебряной медалью. Во время обучения в университете началась его литературная деятельность. Принят протоколистом в Вольное российское собрание при Московском университете за перевод «Философских писем» Л.-С. Мерсье, который он посвятил И. И. Шувалову (осень 1779). Из студентов наиболее близкие отношения у Долгорукова сложились с Ф. К. Курикой, который помогал ему в изучении латыни, и Ф. Г. Политковским, который впоследствии был семейным врачом Долгорукова.

В 1780 году, не закончив университетского курса, поступил прапорщиком в 1-й Московский пехотный полк (3 июня 1780) и был прикомандирован ординарцем в штат В. М. Долгорукова-Крымского, а в 1782 перевёлся тем же чином в Петербург, в Семёновский полк. После похода гвардии в Финляндию (1789—1790) он вышел в отставку с чином бригадира. В автобиографических записках Долгоруков отмечал:
По наружности я был чист, румян, но дурен лицом и  обезображен непомерно толстой и широкой нижней губой, по которой называли меня разиней... Темперамент мой казался флегматическим, но напротив того я был холерик. Душевно открыт, но горяч и страстен, а более всего упрям.
Служил вице-губернатором Пензенской губернии (1791—1796). Находясь на службе в Пензе, вёл переписку с писателем Т. П. Кирияком, который был воспитателем будущей жены князя — Е. С. Долгоруковой (1770—1804) (урождённой Смирновой). «Съ жизнью его въ Пензѣ совпадаетъ наибольшая его извѣстность, какъ поэта». Здесь он пишет свои знаменитые стихотворения: «Къ швейцару», «Къ судьбѣ», «Каминъ въ Пензѣ». Последнее переведено в 1799 г. на французский язык профессором Императорского Московского университета Карлом Авитом де Ватаем. Отставлен от должности (1796). По ходатайству императрицы Марии Фёдоровны принят на службу в Московскую соляную контору (1797), пожалован чином действительного статского советника (1799). В Москве поддерживал контакты с В. А. Жуковским, И. П. Тургеневым, Н. М. Карамзиным, М. М. Херасковым.
Гражданский губернатор Владимирской губернии (1802—1812). По его инициативе была открыта во Владимире гимназия с пансионом и библиотекой, составленной преимущественно из пожертвованных Долгоруким книг. Под гимназию он уступил свой губернаторский дом. Была устроена суконная фабрика, построено здание для незаконнорождённых и недужных, открыт театр и казённая аптека, улучшены дороги.
Основатель первого провинциального музея России (1803), называющийся сейчас музей-усадьба «Ботик Петра I». Избран почётным членом Московского университета (1805). Награждён орденом Святой Анны 1-й степени (25 января 1808). Уволен в отставку (23 марта 1812).
Жил в Шуе (1812—1813). После отставки переселился на жительство в Москву (1813), где всецело отдавался литературе и домашнему театру. Избран членом Беседы любителей русского слова, Вольного Общества любителей словесности, наук и художеств и Общества Соревнования просвещения и благотворения, позже был почётным членом Общества любителей Российской словесности при Московском Университете.
Скончался в 1823 году, похоронен в Москве на кладбище Донского монастыря. А. Я. Булгаков писал брату:
Князь Долгоруков умер с большим и спокойным духом. Поутро говорил, что в три часа умрет. Чтобы удалить всякое подозрение от жены и дочери, которая должна родить на днях, он встал с постели и ходил по комнате, лег, сказал им, что хочет поспать, и скоро после того скончался... Его очень многие почитали обогатившимся от губернаторства во Владимире, а вышло, что он оставил 500 душ, дом (отцовский еще) и 80 тысяч рублей долгу. Время все открывает.
 О его похоронах М. А. Дмитриев писал:
Все знакомые, и званые и незваные, собрались отдать последний долг доброму человеку; не дали поставить его гроб на погребальную колесницу и несли на своих руках до самой могилы.

## Литературная деятельность
Литературная деятельность началась переводом «Философических снов» Луи Себастьена Мерсье (1780—1781). Первое оригинальное стихотворение опубликовано в газете «Московские ведомости» (1788). Известностью пользовались его сатирические и шутливые стихотворения «К швейцару», «Камин в Пензе», «Камин в Москве», «Война каминов», «Парфену», позднее — сатира на русский характер «Авось».
Стихи изредка печатались в альманахе Н. М. Карамзина «Аониды» (1798—1799), в московских журналах «Приятное и полезное препровождение времени» (1797—1798), «Иппокрена» (1799—1801). Первый сборник стихов «Бытие сердца моего» (1802) повторно выпущен (1808). Одновременно вышло собрание стихотворений в память покойной жены «Сумерки моей жизни». Произведения стали снова появляться в журналах П. И. Шаликова «Аглая» (1808—1810), в «Вестнике Европы» М. Т. Каченовского (1810—1811), в «Друге юношества» М. И. Невзорова (1812). Откликнулся на пожар Москвы стихотворением «Плач над Москвою» (1812). Наиболее полное прижизненное издание его сочинений — «Бытие сердца моего» в четырёх томах (1817—1818).
Автор мемуарных и автодокументальных записок «Повесть о рождении моём, происхождении и всей жизни» (первое полное издание в двух томах, подготовленное Н. В. Кузнецовой и М. О. Мельциным, опубликовано в 2004—2005 в серии «Литературные памятники»), «Капище моего сердца, или Словарь всех тех лиц, с коими я был в разных отношениях в течение моей жизни» (опубликован в 1872—1874, последние издания 1997), «Славны бубны за горами, или Путешествие мое кое-куда, 1810 года» («Чтения в Обществе истории и древностей российских», 1869, кн. 2—3, отд. 2), «Журнал путешествия из Москвы в Нижний, 1813 года» (Москва, 1870), «Путешествие в Киев в 1817 г.» (Москва, 1870).
В 1816 году на одном из заседаний Общества любителей российской словесности читал стихотворение «Невинность», содержащее резкие выпады против И. И. Дмитриева, с ведома которого против Долгорукова было возбуждено следствие. Н. Н. Сандунов, усмотрев в стихотворении также выпады против императора, в знак протеста вышел из общества.

## Семья
Женат дважды и имел 10 детей:
1. жена c 31 января 1787 года Евгения Сергеевна Смирнова (24.12.1770—12.05.1804), выпускница Смольного института, фрейлина.
  - Павел Иванович (21.11.1787—8.02.1845), действительный статский советник; служил в военном министерстве, затем в министерстве финансов.
  - Мария Ивановна (19.02.1789—20.11.1808[11]), умерла от чахотки.
  - Михаил Иванович (7.07.1791—15.08.1791)
  - Александр Иванович (07.06.1793—07.12.1868), литератор, окончив Гёттингенский университет, служил сначала в военной, а затем на гражданской службе. Участник Отечественной войны 1812 г.
  - Варвара-Антонина Ивановна (11.08.1794—22.12.1877), с 1820 года замужем за тайным советником П. А. Новиковым (1797—1868), у них сын Евгений, посол в Вене и Константинополе
  - Пётр Иванович (10.02.1796—13.03.1796)
  - Дмитрий Иванович (10.08.1797—19.10.1867), с 1845 и 1854 года был полномочным министром при персидском дворе, потом сенатором. Во время начала Крымской кампании он добился нейтралитета Персии.
  - Рафаил Иванович (10.08.1797—21.12.1798), близнец.
  - Наталья-Евгения Ивановна (02.06.1800[12]—16.11.1819), умерла от чахотки.
  - Михаил-Рафаил Иванович (13.05.1801[13]—24.08.1826), старший секретарь русской миссии в Италии. Умер во Флоренции от «быстрого поражения легких, причиненного внутренним употреблением едких составов против угрей и прыщей, покрывавших его лицо. Так погиб, преждевременно человек, которому следовало занимать видное место в обществе и по уму, и по светской его любезности», — замечал граф Бутурлин[14].
2. жена c 13 января 1807 года Аграфена Алексеевна Пожарская (16.06.1766—16.08.1848), вдова Александра Филипповича Пожарского (1752—1797), дочь бывшего владимирского уездного предводителя дворянства А. Г. Безобразова (1736—1803).

## Увековечение памяти
- В Пензе одна из улиц названа именем первого пензенского писателя — улица Долгорукого.

## Сочинения
- Бытие сердца моего, или Стихотворения князя Ивана Михайловича Долгорукого. 3-е изд. М., 1817-18. Ч. 1-4.
- Сочинения Долгорукова (князя Ивана Михайловича). СПб., 1849. Т. 1-2.
- Славны бубны за горами или Путешествие мое кое-куда 1810 года. М., 1870; См. то же: — Долгоруков И. М. Сочинения. — Т. 2. — Спб.: А. Смирдин, 1849. — С. 461—484. Архивная копия от 29 сентября 2011 на Wayback Machine
- Журнал путешествия из Москвы в Нижний 1813 года. М., 1870.
- Путешествие в Киев в 1817 году. М., 1870. Репринт — Киев, «Академкнига», 2009.
- Капище моего сердца, или Словарь всех тех лиц, с коими я был в разных отношениях в течение моей жизни. М., 1997.
- Капище моего сердца, или Словарь всех тех лиц, с коими я был в разных отношениях в течение моей жизни. Ковров, 1997.
- Повесть о рождении моем, происхождении и всей жизни. В 2-х тт. СПб., 2004—2005